# Smile
Smile era un grup de música activa des del 1968 al 1970, format per Tim Staffel, Brian May i Roger Taylor (aquests dos últims més tard integrants de Queen). Va ser una de les bandes que havia enlluernat al jove Farrokh Bulsara, conegut avui dia com Freddie Mercury. Tenien temes una mica foscos per a l'època, però són pocs els enregistraments que es poden aconseguir en l'actualitat.

## Temes derivats a Queen
Alguns dels temes més coneguts per aquesta formació, van acabar derivant a temes editats per Queen: 
- April lady
- Polar bear
- Earth
- Doing all right (gravat per Queen en el primer disc i és l'únic tema de Smile que van seguir interpretant).

## Discografia

### Singels
- 1969 - Earth / Step On Me (publicat només als Estats Units)

### Discos
- 1982 - Gettin' Smile (publicat només al Japó el 1997, i a Bèlgica amb el títol Ghost of a smile)
- 1995 - In Nuce

## Concerts realitzats per la banda
- estiu 1968 - PJ's Club, Truro
- estiu 1968 - Flamingo Ballroom, Redruth
- estiu 1968 - Imperial College, Londres
- 26 d'octubre 1968 - Imperial College, Londres
- 31 de gener 1969 - Imperial College, Londres
- 27 de febrer 1969 - The Royal Albert Hall, Londres
- 28 de febrer 1969 - Richmond athletic club
- 15 de març 1969 - Imperial College, Londres
- 28 de març 1969 - PJ's Club, Truro
- 29 de març 1969 - PJ's Club, Truro
- 18 d'abril 1969 - PJ's Club, Truro
- 19 d'abril 1969 - Revolution Club, Londres
- 19 de juliol 1969 - PJ's Club, Truro
- 13 de setembre 1969 - PJ's Club, Truro
- 14 de setembre 1969 - PJ's Club, Truro
- 13 de desembre 1969 - Marquee Club, Londres
- 31 de gener 1970 - Imperial College, Londres
- 27 de juny 1970 - City Hall, Truro

Els concerts en cursiva van ser enregistrats i visibles al vídeo "Queen - Champions of the World"